# Muqui

Muqui este un oraș în statul Espírito Santo (ES) din Brazilia.